# Melisomimas metallica
Melisomimas metallica är en fjärilsart som beskrevs av George Francis Hampson 1914. Melisomimas metallica ingår i släktet Melisomimas och familjen träfjärilar. Inga underarter finns listade i Catalogue of Life.